# Sud (departman)
Sud /=Jug/, departman na ekstremnom jugozapadu Haitija na obali karipskog mora; 2,794 km², sa sjedištem u Les Cayesu, jednoj od najvažnijih izvoznih luka Haitija. Departman se sastoji id 5 arrondissementa: Aquin, les Cayes, les Charbonnières, les Côteaux i Port Salut.